# Beyond Belief: Science, Religion, Reason and Survival
Beyond Belief: Science, Religion, Reason and Survival (en français :Au-delà de la croyance: Science, religion, raison et survie) est le premier des symposiums annuels du réseau Beyond Belief, organisé du 5 au 7 novembre 2006 à l’Institut Salk pour les études biologiques à La Jolla, en Californie.

## Description de l'évènement
Il a été décrit par The New York Times comme un « débat politique libre sur la science et la religion », qui semblait parfois être « la convention fondatrice d'un parti politique construit sur une seule idée : dans un monde dangereusement chargé d'idéologie, la science doit avoir un rôle évangélique, rivalisant avec la religion en tant que conteuse de la plus grande histoire jamais racontée ».

## Prise de position des participants
La plupart des participants critiquent la religion et ses effets sur l’opinion publique, les enquêtes scientifiques et les politiques. Steven Weinberg déclare : « Le monde doit sortir de son long cauchemar de croyance religieuse ». Sam Harris déclare que la science concerne « l'honnêteté intellectuelle ». Richard Dawkins exprime des points de vue plus vigoureux, qualifiant la religion de « lavage de cerveau » et de « maltraitance d'enfants ».
Lawrence Krauss soutient que la science ne peut pas nécessairement réfuter l'existence de Dieu. Francisco Ayala affirme que les gens ont besoin de « sens, but et vie ».  
L'anthropologue Melvin Konner condamne ce qu'il considère comme des représentations trop simplistes de la religion par Dawkins et d'autres personnes présentes. Il ajoute que l'événement ressemble à une « nid de vipères » se demandant s'il faut « cogner sur la religion avec un pied-de-biche ou seulement avec une batte de baseball ».

## Intervenants
- Steven Weinberg
- Lawrence Krauss
- Carolyn Porco
- Richard dawkins
- Peter Atkins
- Sam Harris
- Michael Shermer
- Peter Turchin
- Neil deGrasse Tyson
- Terrence Sejnowski
- Joan Roughgarden
- Sean M. Carroll
- David Sloan Wilson
- John Allen Paulos
- David Brin
- David Albert
- Leon Lederman
- Roger Bingham
- Francisco Ayala
- Stuart Hameroff
- Vilayanur S. Ramachandran
- Paul Davies
- Jonathan Haidt
- Steven Nadler
- Patricia Churchland
- Susan Neiman
- George Koob
- Daniel Dennett
- Stuart Kauffman
- Rue Loyale
- Elizabeth Loftus
- Mahzarin Banaji
- Scott Atran
- Harold Kroto
- Charles L. Harper Jr., Fondation John Templeton
- Ann Druyan
- James Woodward, Université de Pittsburgh
- Melvin Konner
- Philip Zimbardo
- Paul Churchland
- Richard P. Sloan, Centre médical de l'Université Columbia
- Tony Haymet